# 久料
西浦久料（にしうらくりょう）とは、静岡県沼津市西浦の地名。

## 地理
静岡県沼津市南部、西浦地区に位置する。沼津市の中心から久料まで、直線で約9kmほどであり、陸路では国道414号、静岡県道17号沼津土肥線を通り約20kmある。

## 産業
古くからウンシュウミカンの栽培が盛んで、1684年頃より小ミカンが栽培されている。
現在は、青島温州、寿太郎温州の生産が中心である。

## 世帯数と人口
2018年（平成30年）4月1日現在の世帯数と人口は以下の通りである。
| 大字     | 世帯数 | 人口 |
| -------- | ------ | ---- |
| 西浦久料 | 24世帯 | 78人 |

## 小・中学校の学区
市立小・中学校に通う場合、学区は以下の通りとなる。
| 番・番地等 | 小学校             | 中学校               |
| ---------- | ------------------ | -------------------- |
| 全域       | 沼津市立西浦小学校 | 沼津市立長井崎中学校 |

## 交通

### 路線バス
「久料」バス停留所から東海バスの路線バスで沼津駅行き、江梨行き、大瀬崎行きなどがある。「久料」バス停留所より大瀬崎方面に「若松海水浴場」、「若松」バス停留所がある。

### 道路・橋梁
- 静岡県道17号沼津土肥線

## 施設
寺社
- 熊野神社[7]
- 福聚院

## その他

### 日本郵便
- 郵便番号 : 410-0243[3]（集配局：沼津郵便局[8]）。

### 警察
町内の警察の管轄区域は以下の通りである。
| 番・番地等 | 警察署     | 交番・駐在所 |
| ---------- | ---------- | ------------ |
| 全域       | 沼津警察署 | 内浦交番     |

## 参考資料
- 沼津市ホームページ - 脚注参照。
- ＪＡなんすんホームページ　- 脚注参照。
- 静岡神社庁ホームページ　- 脚注参照。